# Hermann Stefánsson
Hermann Stefánsson (* 25. Juli 1968 in Reykjavík, Island) ist ein isländischer Schriftsteller und Musiker.

## Ausbildung und Werdegang
Hermann Stefánsson studierte nach dem Abitur an der Háskóli Íslands in Reykjavík Isländisch und allgemeine Literaturwissenschaft und erwarb den B.A. 1994 und den M.A. in allgemeiner Literaturwissenschaft 2001. Außerdem studierte er auch im Ausland, genauer gesagt in Spanien.
Danach arbeitete Hermann Stefánsson als selbständiger Wissenschaftler und Übersetzer sowie Literaturkritiker bei der Tageszeitung  Morgunblaðið, den staatlichen Rundfunkanstalten RÚV u. a. Er unterrichtete zeitweilig auch an der Universität Islands und arbeitete als Lektor in Verlagen.
Der vielseitige Autor lebt mit Familie in Reykjavík.

## Schriftsteller und Musiker
Sein erstes Buch kam 2003 heraus, eine Poetik mit dem Titel Sjónhverfingar. Ein Jahr später folgte eine Sammlung von Kurzgeschichten unter dem Titel Níu þjófalyklar. Danach erschienen der Gedichtband Borg í þoku und der Roman  Stefnuljós  sowie Hörspiele. Im Jahr 2008 erschien der Roman Algleymi  und der Gedichtband Högg á vatni kam 2009 heraus.
Hermann hat sich auch als Übersetzer verdient gemacht u. a. von Autoren wie Juan José Millás, Manuel Rivas, José Carlos Somoza og Zizou Corder. Zudem hat er Gedichte aus dem Isländischen in die galizische Sprache übersetzt, die in dem Band Auroras Boreais. Escolma de poesía Islandesa  erschienen. Er wurde bisher zweimal für den Isländischen Übersetzerpreis nominiert (2012 und 2014).
Hermann Stefánsson ist auch als Musiker tätig und hat zusammen mit seinem Bruder Lieder komponiert und Platten herausgegeben.

## Werke
- Hermann Stefánsson: Guðjón Ólafssons Zeitreise als Laborratte. Roman. Aus dem Isländischen von Richard Kölbl 256 Seiten, ISBN 978-3-940331-07-6.